# 2126 Герасимович
2126 Герасимович (2126 Gerasimovich) — астероїд головного поясу, відкритий 30 серпня 1970 року.
Тіссеранів параметр щодо Юпітера — 3,508.